# 84 (nombre)
« Quatre-vingt-quatre » et « Huitante-quatre » redirigent ici. Pour l'année, voir 84.
Le nombre 84 (quatre-vingt-quatre, huitante-quatre ou octante-quatre) est l'entier naturel qui suit 83 et qui précède 85.

## En mathématiques
Le nombre 84 est :
- le troisième nombre à être cinq fois  brésilien (ou 5-brésilien) avec 84 = 7711 = 6613 = 4420 = 3327 = 2241 ;
- la somme des sept premiers nombres triangulaires (1 + 3 + 6 + 10 + 15 + 21 + 28), ce qui en fait un nombre tétraédrique ;
- la somme d'un couple de nombres premiers jumeaux (41 + 43) ;
- 84 : c'est 4 fois 20 (quatre-vingts) plus 4 (quatre).

## Dans d'autres domaines
Le nombre 84 est aussi :
- Années historiques : -84, 84 ou 1984.
- Le numéro atomique du polonium, un métalloïde.
- le numéro de la sourate Al-Inshiqaq dans le Coran.
- La durée en années terrestres de la révolution de la planète Uranus autour du Soleil.
- Le n° du 84 avenue Foch (en) à Paris, le lieu d'emprisonnement de la Gestapo pour les agents alliés pendant la Seconde Guerre mondiale.
- Le numéro de la galaxie lenticulaire M84 dans le catalogue Messier.
- M84, un système d'arcade créé par Irem.
- L'identifiant ISBN pour les livres publiés en Espagne
- Le nno  du département français du Vaucluse.
- Le numéro de l'Interstate 84, une autoroute des États-Unis qui part de l'Oregon jusqu'à l'Utah, puis de la Pennsylvanie jusqu'au Massachusetts.
- Le nom d'une ville en Pennsylvanie (États-Unis) : Eighty Four (Quatre-vingt-quatre en anglais).
- L'indicatif téléphonique international pour appeler le Viêt Nam.
- Ligne 84 .
- 84 est une revue (1947-1951), fondée au 84 de la rue Saint-Louis-en-l'Île par Marcel Bisiaux, André Dhôtel, Alfred Kern et Henri Thomas.
- Le roman 1984 de George Orwell.